# Julian (Californie)
Pour les articles homonymes, voir Julian.
Julian est une census-designated place située dans le comté de San Diego dans l'État de Californie, aux États-Unis.
Elle est enregistrée comme le California Historical Landmark no 412.